# Luis Francisco Grando
Luis Francisco Grando, meglio conosciuto come Chico (Pato Branco, 2 febbraio 1987), è un ex calciatore brasiliano, di ruolo centrocampista.

## Carriera
Inizia la sua carriera calcistica nel 2002, quando viene acquistato dal Paraná per mitliare nelle varie divisioni giovanili del club. Un anno più tardi viene acquistato dal PSTC dove, in una sola stagione, compie tutta la trafila delle giovanili prima di essere acquistato dall'Atlético Paranaense nel 2005. Dopo alcuni mesi trascorsi nella formazione primavera, debutta in prima squadra. Il 30 marzo, durante il match di Coppa del Brasile con il Corinthians, realizza la sua prima rete in carriera. In occasione della partita contro il Vitória del 10 maggio, rimedia la prima ammonizione da calciatore professionista. Il 17 luglio 2010 rimedia la sua prima ammonizione in carriera, durante la partita di campionato con il Vasco da Gama.
Durante la sessione invernale del calciomercato 2011, Chico viene acquistato dal Palmeiras dove compie il suo debutto il 12 febbraio, in occasione della partita del Campionato Paulista con il Guaratinguetá. Il 4 giugno realizza la sua prima rete con il club di São Paulo, durante la partita di campionato con l'Atlético Paranaense, sua ex squadra.
Durante il mese di maggio del 2012 viene ceduto in prestito al Coritiba, formazione anch'essa militante in Série A.

## Palmarès

### Club

#### Competizioni statali
- Campionato Paranaense: 1

Atlético Paranaense: 2009